# Васкул Орест Петрович
Оре́ст Петрович Вáскул (28 травня 1928, с. Серафинці, Городенківський повіт — 8 червня 2021, с. Ясногородка, Фастівський район, Київська область) — дивізійник та учасник збройного підпілля ОУН, голова Київського крайового братства ОУН—УПА, політв'язень, український політичний, громадський діяч. Учасник національно-визвольного руху, нагороджений орденом «За заслуги III ступеня». Почесний громадянин Києва (2023).

## Життєпис
Орест Васкул народився 28 травня 1928, с. Серафинці (нині Городенківського району, Івано-Франківської області, Україна, тоді Городенківський повіт) у сім'ї вчителів.
Батько — Васкул Петро (6 травня 1895 — 2 серпня 1941), четар УСС, сотник УГА, мати Марія Яшан (20 листопада 1900 — 4 вересня 1930)..
У 1942 році Орест Васкул вступив у лави Юнацтва ОУН. З 1943 року — член ОУН (б).
У 1943 р. добровільно записався у Городенці в дивізію «Галичина», приписавши собі три роки (на той час йому було тільки п'ятнадцять років) і пройшов медкомісію. Проходив вишколи у Гайделяґері, де був зарахований у 12-ту сотню в чоту тяжких гранатометів. Брав участь у боротьбі з радянськими партизанами у складі бойової групи Байєрсдорфа у званні старшого стрільця важкої кулеметної сотні.
З березня 1944 р. перебував на вишколі у Нойгаммері. Розподілений командиром розрахунку тяжкого міномета в 4-ту сотню фюзилірного куреня (розвідувального батальйону). Призначений командиром рою (відділення). Наприкінці червня відправлений на фронт. Учасник боїв під Бродами.
22 липня 1944 р. потрапив у радянський полон і був відправлений на заслання терміном на 6 років за маршрутом Золочів-Київ-Подольськ-Бірюльово-Субханкулово. Будував нафтопровід «Туймази — Уфа». Через деякий час втік із заслання у рідне село Серафинці і завдяки особистим зв'язкам приєднується до збройного підпілля ОУН, де виконує різні завдання на території сучасних Івано-Франківської, Чернівецької та Тернопільської областей.
У червні 1947 р. арештований МҐБ. Військовий трибунал засудив до 25 років таборів і 5 років позбавлення у правах. Васкула відправляють у табір на станцію Решоти (Свердловська область). За короткий час змінив більше 11 таборів: Караганда — Карабас — Чурбай — Долінка — Дубовка-1 — Дубовка-5 — Екібастуз — Ольжерас — Мєждурєчєнск — Богучар — Воркута. У таборах брав активну участь у просвітницькій роботі і налагодженні руху опору серед політичних в'язнів. 25 червня 1956 р. був звільнений із забороною проживати в Україні.
У Воркуті в 1960-их рр. пройшов курси майстрів. У 1961-66 рр. навчався на заочному відділенні у Ризькому будівельному технікумі. Постійно приїздив відпочивати у Київ, зокрема на футбольні матчі улюбленого «Динамо» (Київ). Почав будувати у Ясногородці будинки для літнього відпочинку дітей. З 1968 р. отримав прописку в Макарівському районі Київської області.
8 лютого 1984 року Ореста Васкула знову заарештували за антирадянську діяльність. Судили в Києві й дали одинадцять років в'язниці. Сидів у тюрмі м. Алчевськ Луганської області. 26 грудня 1987 року був звільнений.
У 1995—2010 роках Орест Васкул був членом Головного Проводу ОУН(б) та головою Теренового Проводу ОУН(б) в Україні.
З 1992 року Орест Васкул був головою Київського крайового братства ОУН-УПА та членом головної Булави Всеукраїнського братства ОУН-УПА.
У липні 2017 року про життєвий шлях Ореста Васкула знято документальний фільм «Орест» — першу серію проєкту «Жива УПА».
Помер 8 червня 2021 року. Прощання відбулося 13 червня в Михайлівському соборі в Києві. Поховали діяча біля могили другої дружини й молодшого сина на кладовищі села Ясногородка Бишівської сільської територіальної громади Фастівського району Київської області.

## Нагороди
- Почесний громадянин Києва (2023)[6][7]
- У 2005 р. Указом Президента України №1193/2005 від 23.08.2005 нагороджений орденом «За заслуги» ІІІ ступеня як учасник національно-визвольного руху українського народу

## Особисте життя
У 1956 році Орест Васкул одружився з Парасковією Марунчак, родом із села Далешове Городенківського району Івано-Франківської області. Найстарший син — Ігор (нар. 1957), проживає в Сиктивкарі, археолог, має вчений ступінь кандидата історичних наук. Середній син — Любомир (1960) був убитий у Воркуті 15 лютого 2007 року.
1975 року одружився з Людмилою Манушиною, українкою з міста Єсентуки Ставропольського краю РРФСР. 
У шлюбі народився син Петро (1977) — правозахисник, депутат Ясногородської сільської ради Макарівського району Київської області, голова районної організації ВО «Свобода». Помер передчасно за незрозумілих обставин, 30-річним, був похований 25 вересня 2009 року.

## Вшанування пам'яті
- 27 жовтня 2022 року його іменем було перейменовано вулицю у Києві.